# Cena Gottfrieda Kellera
Cena Gottfrieda Kellera, německy Gottfried-Keller-Preis je švýcarská literární cena, která byla založena nadací Martina Bodmera v roce 1921 při příležitosti 102. narozenin Gottfrieda Kellera. Je udělována každé tři roky a dotována částkou 25 000 švýcarských franků. Nadace při této příležitosti oceňuje i překladatele a zahraniční spisovatele.

## Nositelé
- 2024 Fleur Jaeggy
- 2022 Noëlle Revaz
- 2019 Adolf Muschg a Thomas Hürlimann (U příležitosti dvoustého výročí narození Gottfrieda Kellera je cena udělena dvěma laureátům, každý obdržel prémii v plné výši.)[1]
- 2016  Pietro De Marchi
- 2013 literární akupina Bern ist überall
- 2010 Gerold Späth
- 2007 Fabio Pusterla
- 2004 Klaus Merz
- 2001 Agota Kristofová
- 1999 Peter Bichsel
- 1997 Giovanni Orelli
- 1994 Gerhard Meier
- 1992 Erika Burkart
- 1989 Jacques Mercanton
- 1985 Herbert Lüthy
- 1983 Hermann Lenz
- 1981 Philippe Jaccottet
- 1979 Max Wehrli
- 1977 Elias Canetti
- 1975 Hans Urs von Balthasar
- 1973 Ignazio Silone
- 1971 Marcel Raymond
- 1969 Golo Mann
- 1967 Edzard Schaper
- 1965 Meinrad Inglin
- 1962 Emil Staiger
- 1959 Maurice Zermatten
- 1956 Max Rychner
- 1954 Werner Kaegi
- 1952 Gertrud von Le Fort
- 1949 Rudolf Kassner
- 1947 Fritz Ernst
- 1943 Robert Faesi
- 1938 Ernst Gagliardi
- 1936 Hermann Hesse
- 1933 dar univerzitě Curych
- 1931 Hans Carossa
- 1929 Josef Nadler
- 1927 Charles Ferdinand Ramuz
- 1925 Heinrich Federer
- 1922 Jakob Bosshart